# Motor Ford flathead V8
O Motor Ford flathead V8 foi um motor V8 de válvulas laterais criado pela Ford Motor Company e construído pela Ford e várias montadoras licenciadas pelo mundo, Durante a primeira década de produção do Ford flathead V8, quando os motores de válvulas laterais eram raros, ele geralmente era conhecido simplesmente como motor do Ford V-8 e o primeiro modelo de carro em que ele foi instalado foi no Model 18, o Ford Model 18 muitas vezes é chamado apenas de "Ford V-8". Embora os motores V8 não fossem novos quando a Ford introduziu no Model 18 em 1932, ele foi um dos primeiros a entrar no mercado no que diz respeito a um motor acessível de 8 cilindros em V para os consumidores da classe média.
O Ford flathead V8 foi o primeiro motor V8 projetado e construído de forma independente pela Ford para produção em massa, e é considerado um dos desenvolvimentos mais importantes da empresa. O fascínio por motores cada vez mais potentes talvez tenha sido o aspecto mais relevante do mercado americano de automóveis e caminhões durante meio século, de 1923 a 1973. 
Ele foi planejado para ser equipado de carros de passeio a caminhões; com pequenas alterações dependendo do modelo ou do tipo de veículo até 1953, fazendo com que ele ficasse em produção por 21 anos no mercado americano, ele foi o motor Ford que esteve por mais tempo em linha de produção, ultrapassando o tempo de produção do Ford Model T (19 anos de produção) para o mercado americano. O motor está na lista Ward (Ward's 10 Best Engines) dos 10 melhores motores do século XX . O Ford flathead V8 ficou muito famoso entre os hot rodders nos anos 50, e permanece famoso entre os entusiastas do automobilismo até hoje, apesar que existe uma variedade de outros motores V8 no mercado hoje em dia.